# Composite dentaire
Pour les articles homonymes, voir Composite.
 (novembre 2012).
Si vous disposez d'ouvrages ou d'articles de référence ou si vous connaissez des sites web de qualité traitant du thème abordé ici, merci de compléter l'article en donnant les références utiles à sa vérifiabilité et en les liant à la section « Notes et références ».

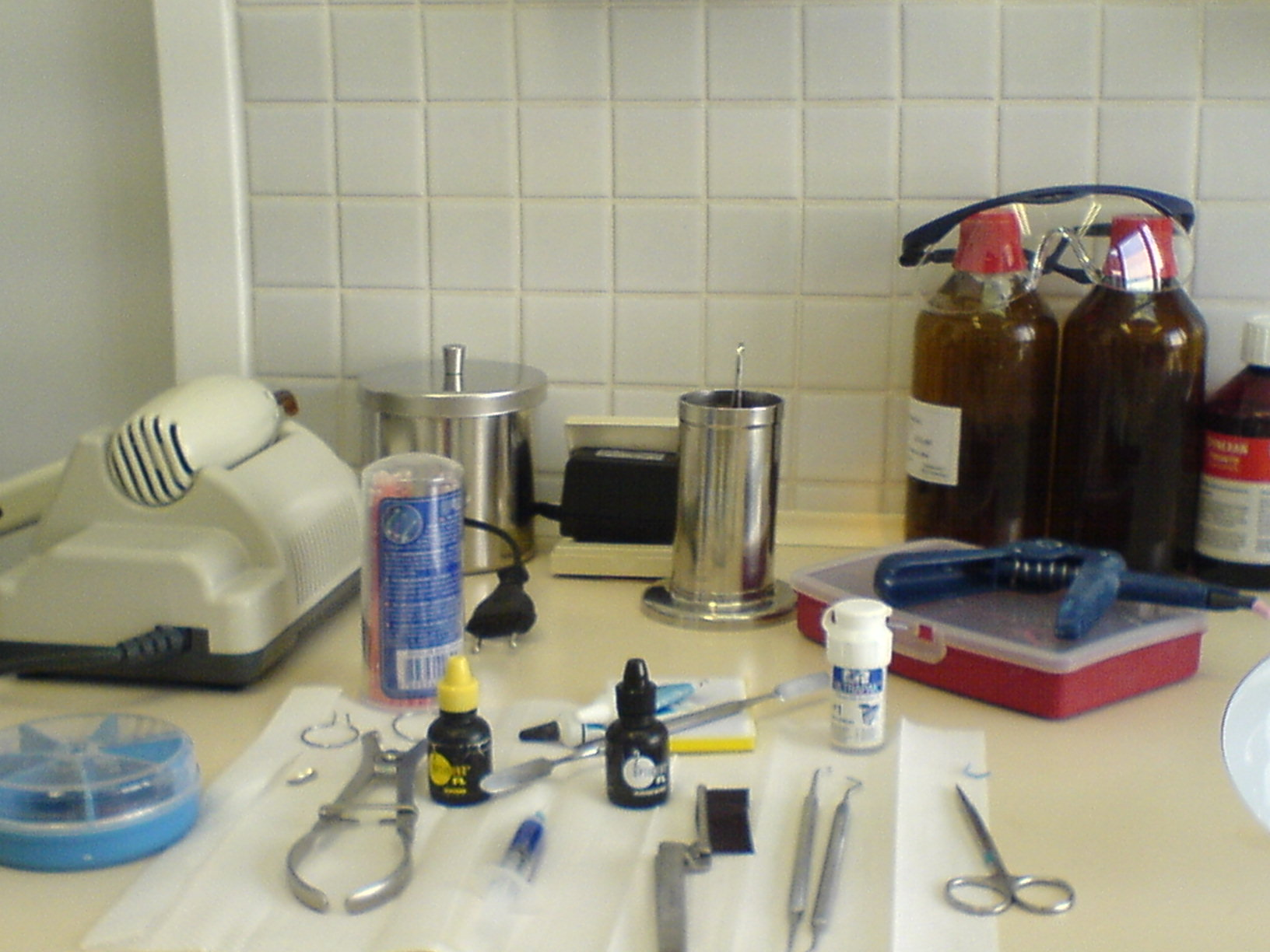
Composite dentaire

En dentisterie, un composite (ou résine composite) est un matériau utilisé pour obturer et reconstituer les dents. Son avantage principal étant de pouvoir imiter la couleur blanchâtre d'une dent. Ce matériau est plus récent que l'amalgame.
Au départ, il était surtout utilisé pour des raisons esthétiques sur les dents antérieures. Mais des progrès importants permettent désormais une utilisation beaucoup plus large, complémentaire avec l'amalgame. Il est constitué de charges minérales noyées dans une matrice organique.

## Avantages

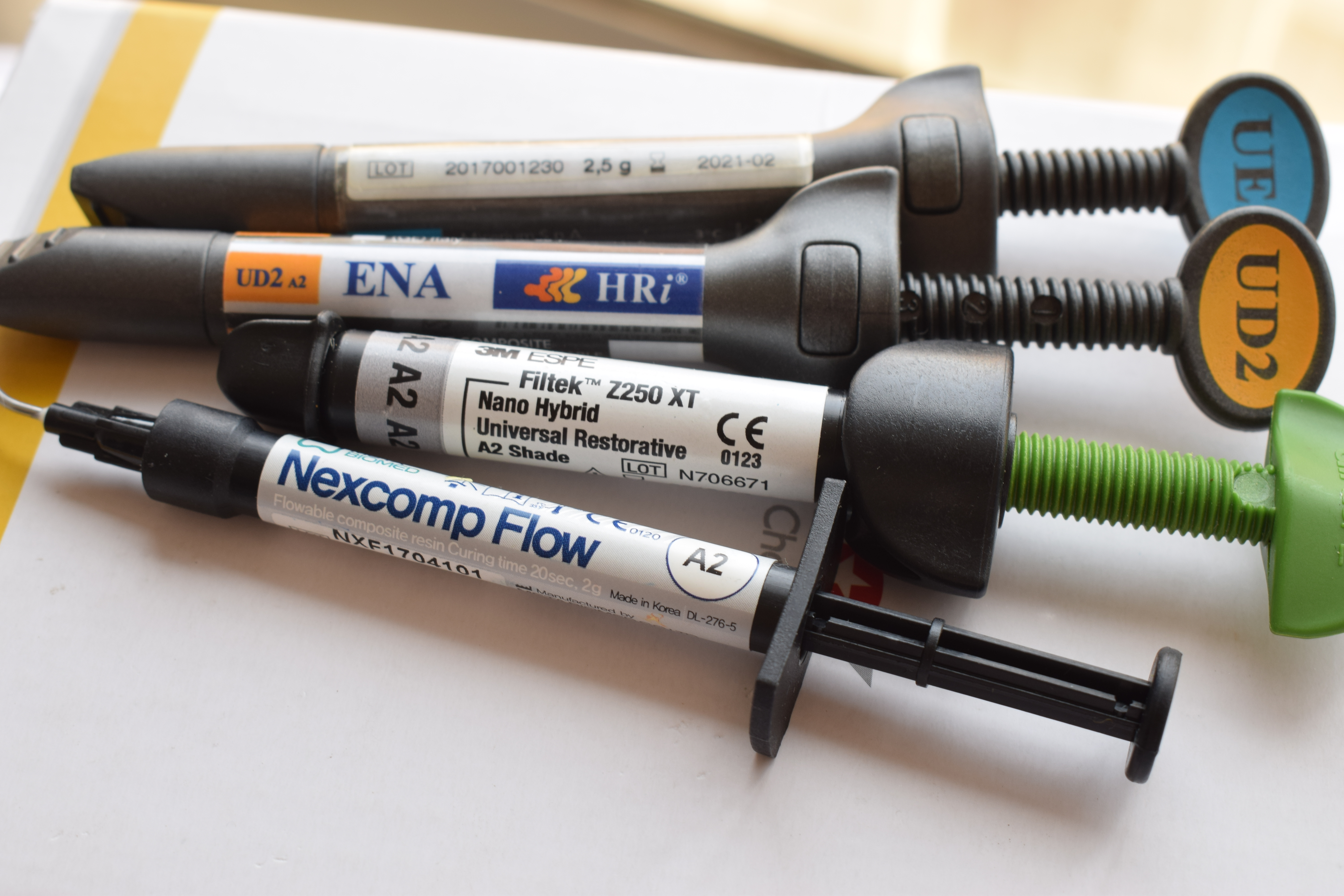

- Ne relargue pas de mercure, contrairement à l’amalgame.
- Esthétique.
- Permet d'être davantage conservateur dans le traitement par rapport à l'amalgame.

## Inconvénients
- Nécessite l'utilisation de la digue dentaire (le matériau ne tolère pas la contamination) et normalement d'un mordançage préalable
- Nécessite une meilleure hygiène de la part du patient.
- Risque d'intolérance, surtout au niveau gingival; risque d'inflammation.
- Contraction de polymérisation (photo-amorcée) qui crée une marge non étanche (récidive de carie possible).
- Surface difficile à polir, ce qui peut être inconfortable pour le patient.

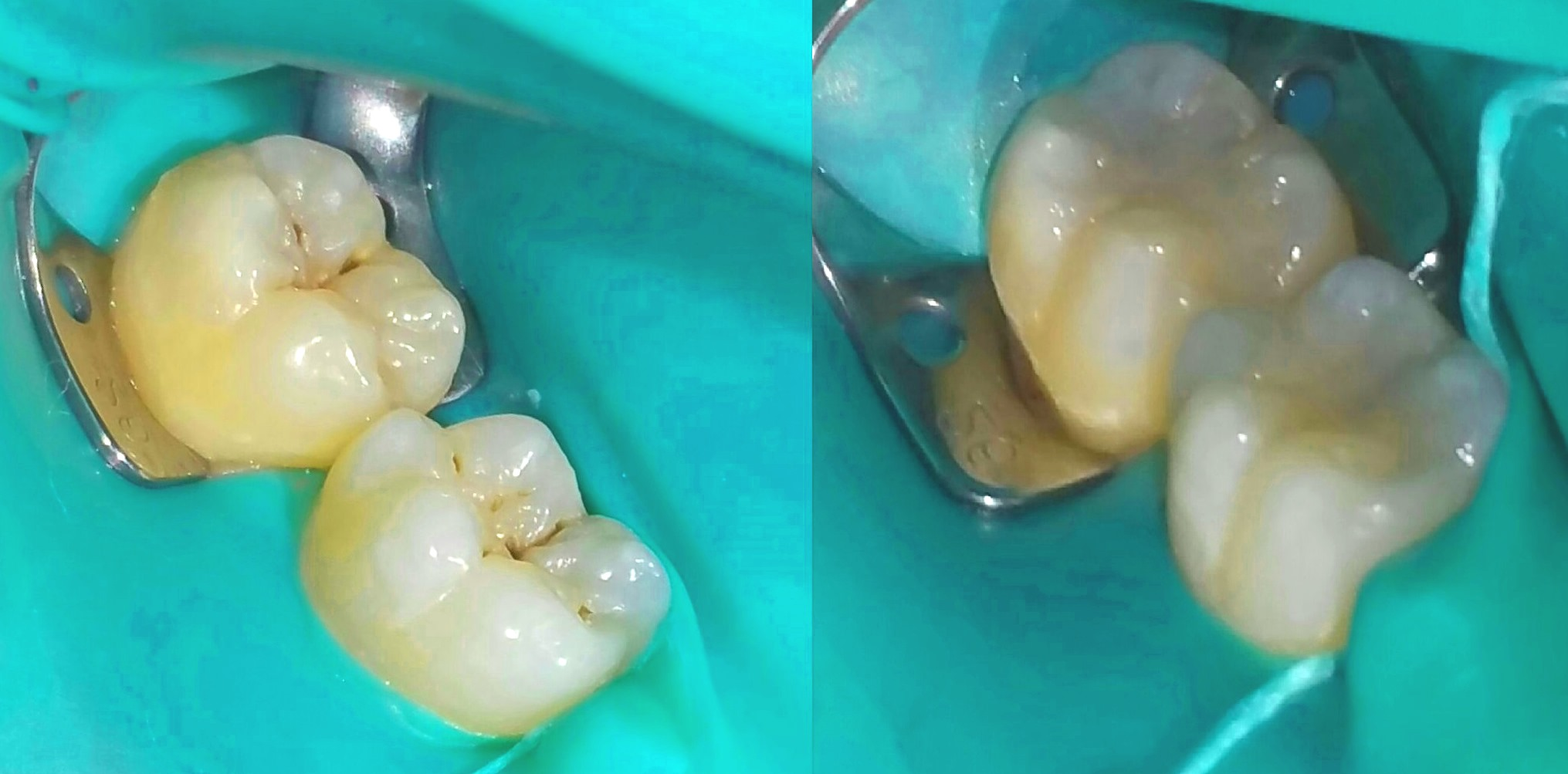
l'infiltration du "flowable composite" dans le réseau de fissures créées

- Sur le plan de la santé concernant les composites dentaires : instabilité ionique, relargage de bisphénol A.[réf. nécessaire]